# Sasayusurika aenigmata
Sasayusurika aenigmata är en tvåvingeart som beskrevs av Makarchenko 1993. Sasayusurika aenigmata ingår i släktet Sasayusurika och familjen fjädermyggor. Inga underarter finns listade i Catalogue of Life.